# Felleismühl
Felleismühl (auch Felleismühle) ist eine Rotte in der Marktgemeinde Ardagger im Bezirk Amstetten in Niederösterreich.

## Geografie
Die Rotte liegt westlich von Ardagger Markt über einem Altarm der Donau an der Greiner Straße, wo die Landesstraße L6019 abzweigt. Am 1. April 2020 umfasste die Rotte 23 Gebäude. Im Norden fließt die Donau am Ort vorüber.

## Geschichte
In Folge der Theresianischen Reformen wurde der Ort dem Kreis Ober-Wienerwald unterstellt und nach dem Umbruch 1848 war er bis 1867 dem Amtsbezirk Amstetten zugeteilt.
Laut Adressbuch von Österreich waren im Jahr 1938 in Felleismühl ein Gastwirt und ein Landwirt mit Ab-Hof-Verkauf ansässig. Während des Zweiten Weltkrieges befand sich beim im Norden liegenden Steinbruch das Arbeiterlager Felleismühle, wo Kriegsgefangene und Zwangsarbeiter für die Strombauleitung Grein zu schweren Arbeiten am Steinbruch angehalten wurden. Bis zur Eingemeindung nach Ardagger war der Ort ein Teil der damaligen Gemeinde Kollmitzberg.